# Butt-Numb-A-Thon
Le Butt-Numb-A-Thon (également connu sous le nom de BNAT) est un marathon du film qui avait lieu chaque mois de décembre depuis 1999 à Austin, au Texas.
Il était organisé par Harry Knowles du site Web Ain't It Cool News afin de célébrer son anniversaire. Le festival présentait pendant 24 heures des films vintage ainsi que des avant-premières.
En septembre 2017, des accusations d'agressions sexuelles ont été dévoilées à l'encontre de Knowles, ce qui a mis un terme au festival.

## Films et invités de marque
Les films présentés comprennent la première projection publique de La Passion du Christ de Mel Gibson, ainsi que la trilogie Le Seigneur des Anneaux, Dreamgirls, Chicago, Black Snake Moan, Snatch, Magnolia, Knocked Up, Frozen, 300, V pour Vendetta, Kingsman : Services secrets, et le remake de King Kong sorti en 2005.
Mel Gibson, Zack Snyder, Peter Jackson, Seth Rogen, Adam Green, Eli Roth, Craig Brewer, Bill Condon, Vin Diesel, Guillermo del Toro, Jackie Earle Haley, McG et C. Robert Cargill.

## Fin du festival
Après la révélation quelques jours auparavant d'accusations d'agression sexuelle et de harcèlement sexuel commises par Knowles, l'Alamo Drafthouse, qui accueillait le BNAT, a annoncé le 25 septembre 2017 qu'il rompait tous les liens avec Knowles.
Knowles lui-même a cessé de contribuer à son site Web, Aint-it-cool-News, à la suite de ces accusations.